# Microsoft OneDrive
Microsoft OneDrive, voorheen Windows Live Folders, Windows Live SkyDrive en Microsoft SkyDrive, is een dienst van Windows Live om bestanden op te slaan op internet. Men kan de eigen computerbestanden op OneDrive, dus online zetten en ze daarna van iedere andere computer via het internet weer openen, maar het is eventueel ook mogelijk bestanden met anderen te delen, bijvoorbeeld om er samen aan te werken. De service biedt vijf GB gratis ruimte aan voor nieuwe gebruikers, maar er kan tot zes TB extra opslagruimte worden aangekocht.
Gebruikers die al voor 22 april 2012 waren geregistreerd, kregen een opt-in om de 7GB-limiet gratis te verhogen naar 25 GB. Gebruikers kregen vanaf november 2014 van Office 365 geleidelijk aan onbeperkte ruimte. In 2015 werd dit teruggeschroefd tot 1 TB; andere gebruikers krijgen sindsdien geen 15 GB meer, maar nog 5. Wel gaf Microsoft vanaf 11 december 2015 bestaande gebruikers de mogelijkheid om hun 15 GB te behouden mits zij zich hiervoor aanmeldden via een speciale webpagina.
De service is gebouwd met HTML5-technologie en ondersteunt uploads tot 300 MB door middel van slepen en neerzetten naar de webbrowser. Er kunnen met OneDrive voor Microsoft Windows en macOS bestanden tot 2 GB worden toegevoegd.
Microsoft veranderde de naam van het product in OneDrive na een verloren rechtszaak over de naam SkyDrive tegen het Britse mediabedrijf BSkyB.